# Nikola Ilievski
Nikola Ilievski (Skopje, Macedònia del Nord, 16 de desembre del 1954) és un entrenador i exjugador de futbol macedoni. Actualment és l'entrenador del FK Vardar.
Durant la seva etapa com a jugador, va defensar la samarreta del FK Ohrid, el FK Vardar, el FK Rabotnički, el FK Priština i el FK Radnički Pirot a la Lliga iugoslava, i del Kastoria F.C. a la Lliga grega.
Un cop es va retirar com a jugador, es va treure el títol d'entrenador a la Facultat de Cultura Física de la Universitat de Belgrad, començant així la seva etapa d'entrenador. Ha estat entrenador de la selecció de futbol de Macedònia del Nord durant els anys 2002-2003, així com del FK Pobeda, on va classificar a l'equip per a la Copa de la UEFA en guanyar la Copa i va guanyar la Lliga de Macedònia del Nord l'any 2003-2004.

## Palmarès
Com a entrenador:
- FK Pobeda
  - Lliga de Macedònia (1): 2003-04
  - Copa de Macedònia (1): 2001-02